# Walter König (Physiker)

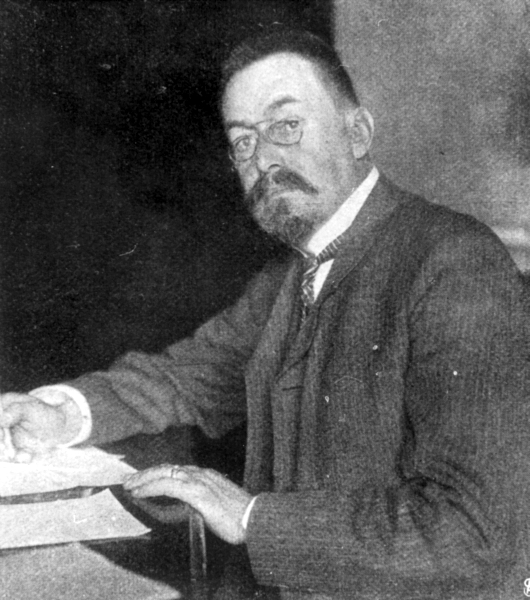
Professor König

Carl Georg Walter König (* 20. November 1859 in Berlin; † 2. August 1936 in Gießen) war ein deutscher Physiker.

## Leben
König studierte von 1878 bis 1882 Physik an den Universitäten Tübingen und Berlin und promovierte 1882 in Berlin mit der Arbeit Über die elliptische Polarisation des reflektirt gebeugten Lichtes. 1887 wurde er an der Universität Leipzig habilitiert, die Habilitationsschrift hatte den Titel Ueber die Bestimmung von Reibungscoefficienten tropfbarer Flüssigkeiten mittelst drehender Schwingungen. Anschließend war er an der Philosophischen Fakultät der Universität Leipzig als Privatdozent, ab 1892 als außerordentlicher Professor für Physik tätig. Daneben war er von 1892 bis 1900 Direktor des Physikalischen Instituts des Physikalischen Vereins in Frankfurt am Main. Dort richtete er 1896 ein röntgenphotographisches Labor ein. Von 1900 bis 1905 war er zunächst außerordentlicher, dann ordentlicher Professor für Physik an der Universität Greifswald. Ab 1905 folgte er Paul Drude als Ordinarius für Experimentalphysik an der Universität Gießen und bekleidete diese Position bis 1930, ihm folgte Walter Bothe. 1911/12 war er Rektor der Universität Gießen. 
König schrieb zahlreiche didaktische Veröffentlichungen und Lehrbücher und arbeitete auf unterschiedlichen Gebieten der optischen, elektrischen und magnetischen Eigenschaften von Festkörpern, der Hydrodynamik, der elektrischen Wellen und Meteorologie. König blieb ein klassischer Physiker, erst Bothe nahm die Quantenmechanik in Gießen in die Vorlesungen auf. Königs besonderes Interesse galt historischen und biografischen Themen, er verfasste u. a. Gedenkreden auf Hermann von Helmholtz, Wilhelm Conrad Röntgen und Ferdinand von Zeppelin.